# Габин (язык)
Габин (англ. gabin) — идиом центральночадской ветви чадской семьи, распространённый на востоке Нигерии в северной части штата Адамава.
Как самостоятельный язык представлен в классификации афразийских языков британского лингвиста Роджера Бленча (Roger Blench), в классификации, опубликованной в работе С. А. Бурлак и С. А. Старостина «Сравнительно-историческое языкознание», и в классификации чешского лингвиста Вацлава Блажека (Václav Blažek).
Как диалект языка га’анда габин рассматривается в классификации, представленной в справочнике языков мира Ethnologue. Иногда к диалектам га’анда помимо языка габин также относят язык бога.
Роджер Бленч включает габин вместе с языками тера, джара, га’анда, хона, ньиматли, пидлими (хина), бога и нгваба в состав группы языков тера. Также к группе тера габин отнесён в классификациях, опубликованных в работах «Сравнительно-историческое языкознание» (С. А. Бурлак, С. А. Старостин) и Jazyky Afriky v přehledu genetické klasifikace (Вацлав Блажек).
В классификации, представленной в справочнике Ethnologue, язык га’анда, в качестве диалекта которого рассматривается габин, включён в число восточных языков подгруппы А1 группы А ветви биу-мандара.